# La Perseverancia (Bogotá)
La Perseverancia es un barrio de la UPZ de La Macarena, situado asimismo en localidad de Santa Fe de la capital de Colombia, Bogotá. Se encuentra en el oriente de la ciudad. Se fundó a principios del siglo XX como un barrio obrero situado en las afueras del perímetro urbano, que acompañó el desarrollo de la cervecería Bavaria, en el cercano barrio de San Diego.

## Historia
Su fundación se relaciona con la de la cervecería Bavaria, pues muchos de los habitantes de los barrios Egipto y Belén llegaron a los altos de San Diego para construir el nuevo barrio, que contó con el apoyo del señor Leo Kopp,  quien fundó la empresa cervecera en 1889. 
Las primeras construcciones se levantaron a comienzos de la década de 1910 en lotes de 4,30 metros de frente por 8 metros de fondo, principalmente en adobe. Debido a que el área total del barrio era de 10 fanegadas, le correspondió una plaza de 10 000 m². Se inauguró el 1 de mayo de 1914 y se llamó Plaza del Trabajo. En su centro se ubicó el Monumento al Trabajo.

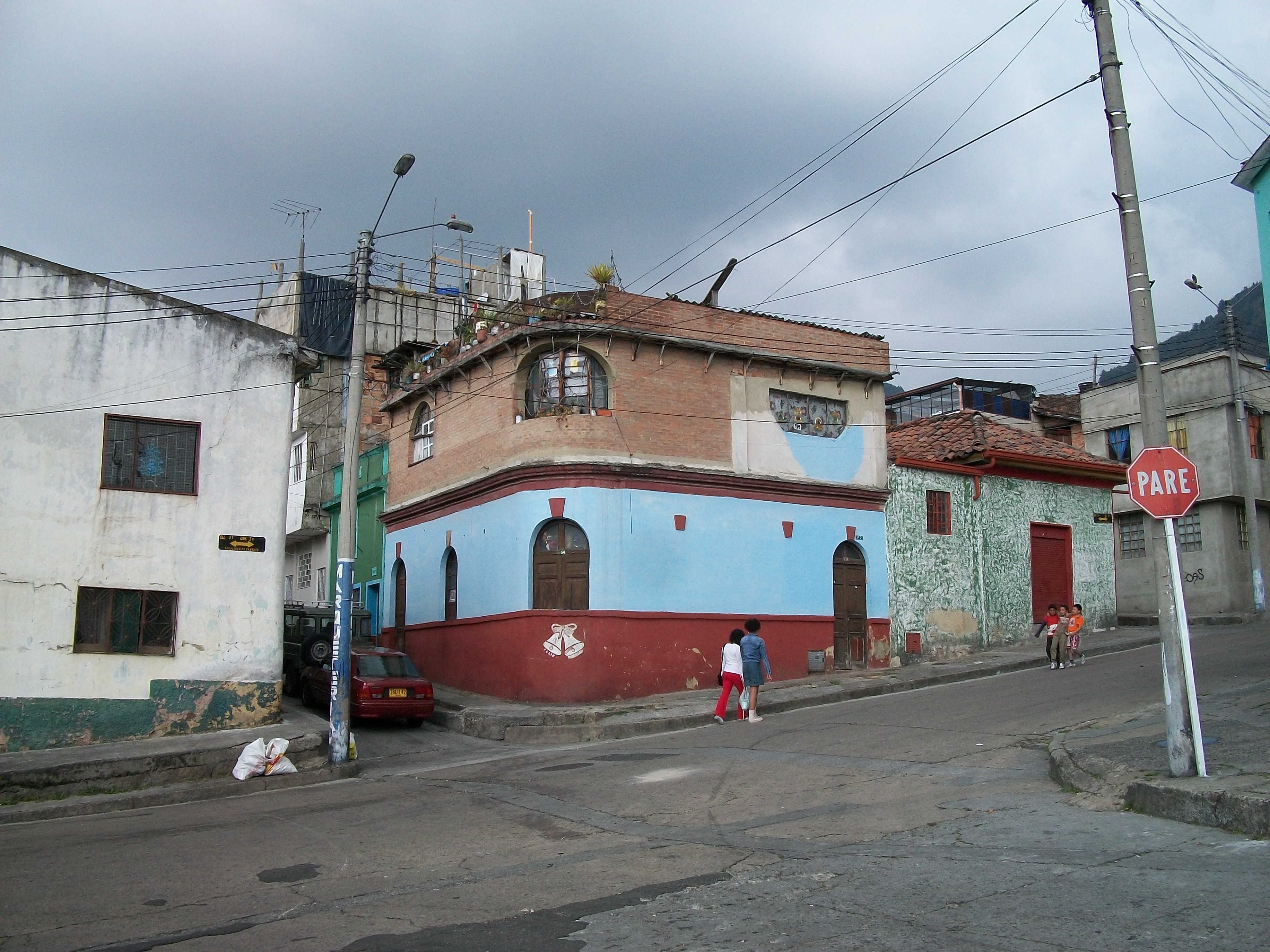
Límite norte del barrio, en la carrera Cuarta.

La consolidación del barrio tardó, pues los predios se levantaron por autoconstrucción y a diferentes ritmos, destinándose algunos al principio a la siembra de maíz, papa y hortalizas, a la espera de conseguir los recursos para la construcción. Luego se presentó la lucha por la instalación de servicios públicos, ya usuales en el resto de la ciudad. 
Durante este periodo, la Perseverancia se surtía de agua en el chorro de Padilla o el río Arzobispo. Esta situación conllevó la construcción de una pila de agua en la carrera Séptima con calle Treinta y una, y otra donde en la actualidad se encuentra la iglesia. Debido a la falta de electricidad, la iluminación incluía velas de cebo y estufas de carbón o leña. Los niños del barrio, por su parte, debían recoger leña de los cerros Orientales.
Durante la segunda mitad de los cuarenta se caracterizó por ser un punto de apoyo del político Jorge Eliécer Gaitán, en cuyo favor se organizó la Marcha de las antorchas.

## Límites

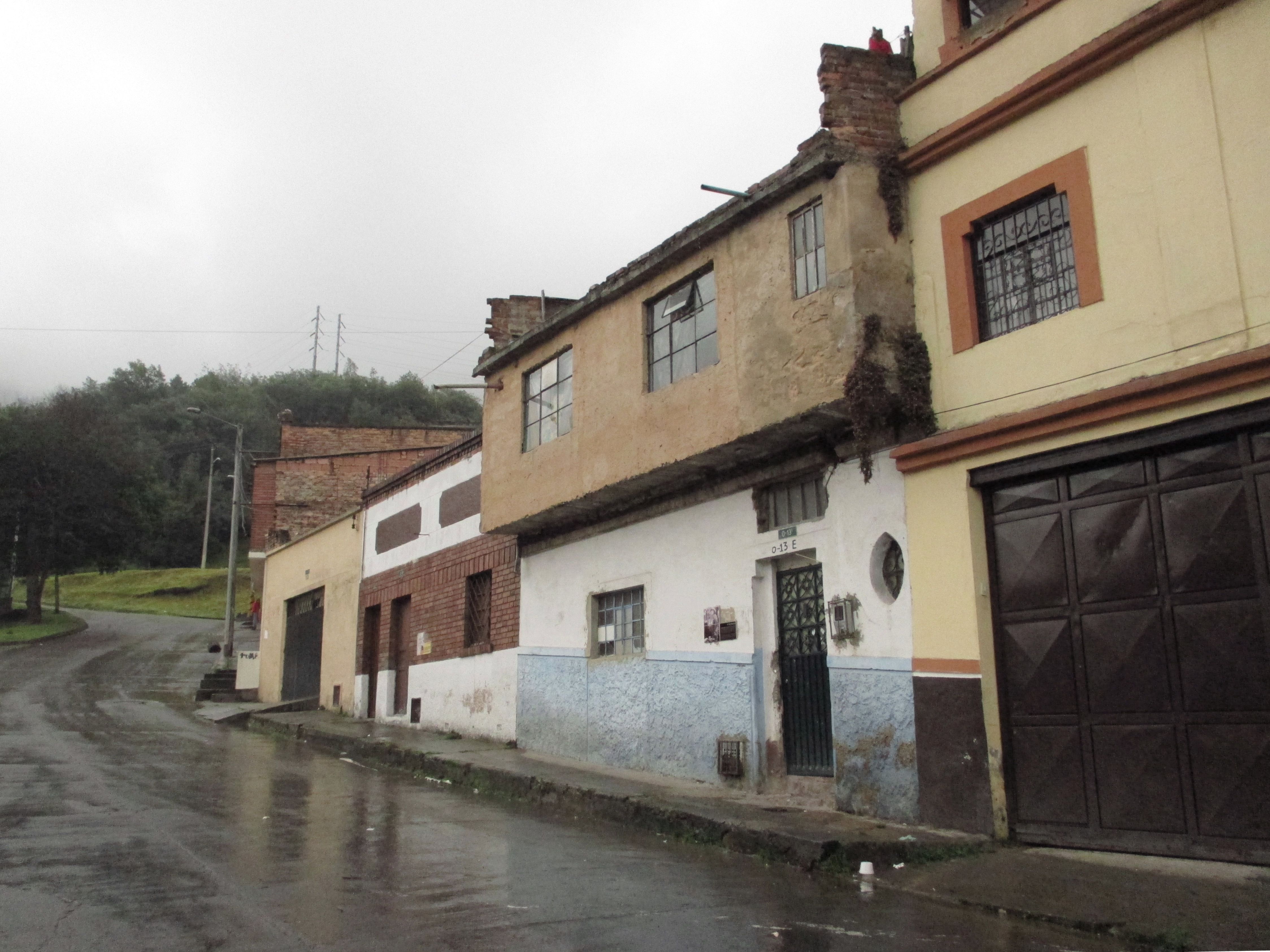
Extremo nororiental del barrio, cerca del Parque nacional Enrique Olaya Herrera.

Por el norte lo separa del colegio San Bartolomé La Merced la calle (también diagonal) Treinta y tres, por el sur lo separa del barrio La Macarena la calle Treinta y una, por el occidente la separan de San Martín y La Merced la carrera Quinta, y por el oriente marca el perímetro urbano en la carrera Primera, algunas cuadras más arriba de la avenida Circunvalar.

## Obras
Algunos de los edificios relevantes del barrio son la Plaza Distrital de Mercado en la carrera Quinta con calle Treinta, la plaza en la carrera, y el templo de Jesucristo Obrero.

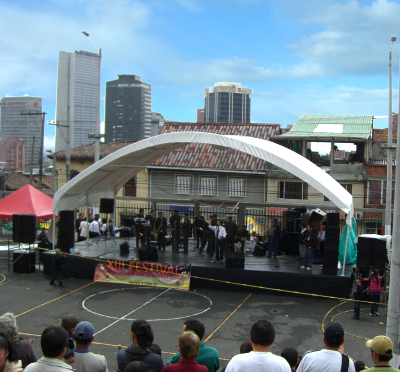
Tarima del Festival de la chicha, la vida y la dicha.

## Eventos
En muchas casas del barrio se vendían bebidas alcohólicas, que ahora son el símbolo anual en octubre del Festival de la Chicha, la Vida y la Dicha. La Perseverancia es también conocida por su tradición de fabricación artesanal polvorera.

## Transporte
El barrio cuenta en sus extremos oriental y occidental con dos avenidas de un solo sentido que lo conectan con el resto de la ciudad. La carrera Quinta lleva al centro y al oriente de la ciudad, mediante la avenida El Dorado, y la Circunvalar, que conduce al norte de Bogotá.

## Instituciones educativas
Colegio Manuel Elkin Patarroyo (IED)
- Dirección: Calle 32 A n.º 3 C - 36 / Barrio La Perseverancia
- Horario de Atención:  8:00 a. m. - 3:00 p. m.